# Зюков Анатолій Матвійович
Анато́лій Матві́йович Зю́ков (1 грудня 1886, Полтава — 13 грудня 1953, Київ) — український радянський терапевт, інфекціоніст, доктор медичних наук (1927 рік), професор (1928 рік).

## Біографія

Могила професора А. М. Зюкова на Байковому кладовищі

Народився 1 грудня 1886 року в Полтаві в сім'ї інженера-механіка та домогосподарки. Закінчив медичний факультет Університету Святого Володимира зі званням «лекаря с отличием». У 1912 році А. М. Зюков почав працювати в клініці лікарської діагностики, проте в 1914 році його мобілізували до армії, де обіймав посаду молодшого лікаря піхотного полку. Під час бойових дій перехворів на тяжку форму черевного тифу. На передовому краї війни він зрозумів значення інфекційної патології, яка безпосередньо впливала на наслідки військових дій — у структурі санітарних втрат інфекційні хвороби переважали над бойовими втратами.
У 1918 році повернувся до Києва і почав працювати ординатором у терапевтичній університетській клініці. Учень академіка Ф. Г. Яновського. А. М. Зюков тривалий час працював у цій клініці над проблемою ниркової патології і став відомим завдяки своїм дослідженням ураження нирок при грипі під час лиховісної пандемії іспанки, яка в світі забрала життя щонайменше 50 мільйонів людей.
У 1924 році А. М. Зюков — старший асистент у факультетській клініці під керівництвом Ф. Г. Яновського, дуже швидко отримав курс приват-доцента із хвороб обміну речовин. У 1927 році захистив докторську дисертацію на тему: «Обмен воды в организме», яка видана окремою монографією, як цінний внесок у медичну науку. За рекомендації Ф. Г. Яновського адміністрація Київського медичного інституту призначила в 1927 році Анатолія Матвійовича на посаду завідувача «кафедри інфекційних недуг». Після смерті свого вчителя Ф. Г. Яновського А. М. Зюков одночасно з кафедрою інфекційних недуг завідував кафедрою лікарської діагностики упродовж 1928/29 навчального року. Вчитель заповів своєму учню й половину своєї квартири в будинку 13/26 по вулиці Ярославів Вал (тоді будинок 13—Б, вулиця носила назву Раковського).
У 1927—1953 роках — Анатолій Матвійович завідував кафедрою інфекційних хвороб Київського медичного інституту, одночасно з цим у 1930—1935 роках він був науковим керівником Київського інституту туберкульозу та інституту охорони материнства і дитинства, у 1934—1941 роках він завідував кафедрою інфекційних хвороб Київського інституту удосконалення лікарів, а ще й був консультантом клінічної бази Інституту експериментальної біології та патології, яким у ті роки керував Олександр Олександрович Богомолець, з яким Анатолій Матвійович тривалий час товаришував.
А. М. Зюков мав великий досвід роботи лікаря загальної практики, отримав блискучу підготовку з внутрішніх хвороб, тому зі знанням справи забезпечував багатогранну діяльність інфекціоніста-науковця. Під його головуванням і за безпосередньої участі впровадили інноваційні для свого часу методи лікування інфекційних хвороб специфічними сироватками, бактеріофагами, запропонували науково обґрунтований спосіб лікування скарлатини, шигельозу (тоді називали дизентерією) та черевного тифу з використанням донорської крові (гемотерапія). До речі, його учню Григорію Хоменко за представлену на захист науково-практичну роботу «Лікування бацилярної дизентерії» Вчена рада присудила одразу науковий ступінь доктора медичних наук мінуючи кандидатський.
У 1939 році, задовго до відкриття серотипів вірусу грипу та інших збудників ГРВІ, А. М. Зюков опублікував обґрунтоване припущення про можливість існування різних вірусів, які здатні спричинювати грип, та про наявність інших збудників, здатних породжувати грипоподібні захворювання. Праці А. М. Зюкова в той період також були присвячені лікуванню інфекційних хвороб, дослідженню шоку, грипу, краснухи, туберкульозу, застосуванню АЦС (антиретикулярна цитотоксична сироватка) у лікуванні інфекційних хвороб.
Під час німецької окупації змушений був працювати в Києві у так званому медичному інституті «Полімедікум», до викладання в якому була залучена переважна більшість професорів і викладачів, які залишились в місті. Наприкінці грудня 1941 року А. М. Зюков із кафедри інфекційних хвороб перейшов на кафедру пропедевтики терапії. Продовжувала працювати в період німецької навали й лікарня імені Жовтневої революції, яку на той час тимчасово називали Першою міською клінічною лікарнею. У власноручно написаних спогадах Анатолій Матвійович Зюков писав: 
«Красива і затишна клініка мала тепер жалюгідний вигляд: через забиті фанерою вікна в палати проникала зимова холоднеча, коливаючи тьмяне полум'я коптілок; замерзлі крани давно вже перестали давати воду і переповнені нечистотами вбиральні видавали нестерпний сморід. Самі стіни колись ошатного приміщення покрилися брудними краплями випарів, і, здавалося, плакали про свою долю. На ліжках, скоцюбившись від холоду, підклавши під голову штани або куртку, стогнали в тифозному маренні укриті шинелями радянські військовополонені. Серед цього мороку, смороду та холоду, в брудних халатах, натягнутих поверх шуб і пальто, як тіні рухалися працівники „клініки“. Вони були голодні, понівечені морально, ледве трималися на ногах, заражалися на висипний тиф, але чесно виконували свій обов'язок і не залишали свого поста. Про харчування хворих ніхто не дбав. Німецьке командування розпорядилося відпускати в лікарні тільки воду, але і її не було в достатній кількості. Іноді біля дверей з'являлися якісь засніжені жіночі фігури, вони привозили дитячі саночки, завалені ганчір'ям — звідси діставалися відра, доверху наповнені гарячим пшоняним супом з картоплею. Це була данина милосердя Пріорки і Куренівки, данина невідомих патріотів, єдина можливість хоча як-небудь нагодувати хворих».
Одразу після звільнення Києва від німецьких військ медичний інститут повернувся і вже 13 грудня 1943 року відновив навчання. З першого дня відкриття медичного інституту А. М. Зюкова призначили завідувачем одразу двох кафедр — факультетської терапії та пропедевтичної терапії. Лише з жовтня 1944 року він знову очолив свою рідну кафедру інфекційних хвороб, якою керував до самої смерті.
Одразу після звільнення міста А. М. Зюков, як медичний експерт, входив до складу комісії по встановленню і розслідуванню злочинів нацистських загарбників, очолюваної М. С. Хрущовим. Разом із відомими академіками П. Г. Тичиною, М. Т. Рильським, професорами Я. І. Півовонським, Ю. Ю. Крамаренко, Н. А. Шепелевським А. М. Зюков працював у Бабиному Яру, Дарниці, Сирецькому концтаборі та інших місцях масових поховань закатованих нацистами громадян.
Високий авторитет А. М. Зюкова як науковця, клініциста та педагога виявився також у тому, що він був головою навчально-методичного комітету КМІ, заступником голови епідеміологічної секції Вченої Ради НКОЗ України, заступником голови Київського філіалу спілки мікробіологів, епідеміологів та інфекціоністів, був одним із засновників науково-дослідного інституту інфекційних хвороб Міністерства охорони здоров'я СРСР, який в перші повоєнні роки створили в Києві. До речі, це був перший в СРСР інститут цього напрямку медицини. Анатолій Матвійович і співробітники кафедри інфекційних хвороб КМІ деякий час працювали за сумісництвом у цьому інституті. Так у 1949—1950 роках А. М. Зюков був завідувачем ІІ клінічним відділенням, а з листопада 1950 року до кінця 1951 року виконував обов'язки заступника директора з наукової частини НДІ інфекційних хвороб, був науковим керівником відділів, що вивчали проблеми захворювань дихальних шляхів і черевного тифу.
Анатолій Матвійович був чудовим лектором, послухати його лекції дуже часто приходили співробітники інших кафедр, лікарі неінфекційного напрямку. Зовнішньо схожий завдяки своїм вусам на мушкетера Анатолій Матвійович і свою лекцію проголошував наче фехтуючи, завжди влучно в ціль.
Відомий невропатолог, професор Микита Борисович Маньківський згадував: 
«… Пам'ятні лекції з інфекційних хвороб професора А. М. Зюкова. Такого блискучого лектора я, мабуть, ніколи більше не чув. Анатолій Матвійович доносив свої думки до слухачів без будь-яких ввідних, вступних зауважень, кожна лекція, по суті, була монографією, присвяченої тієї чи іншої патології чи іншому клінічному питанню, наприклад, імунітету».
Наприкінці 1953 року А. М. Зюков тяжко захворів і був змушений припинити читати лекції. 13 грудня 1953 року внаслідок чергового інфаркту міокарду А. М. Зюков пішов з життя. Його поховали на Байковому кладовищі.

## Наукова діяльність
Автор 68 наукових праць, присвячених питанням патогенезу найбільш поширених інфекційних хвороб і розробці методів патогенетичної терапії. Серед них:
- До питання про значення остуди нирки в етіології нирковиць // Українські медичні вісті. — 1925, № 1;
- Гострі інфекційні хвороби та гельмінтози людини. — Київ, 1941(у співавторстві з Б. Я. Падалкою) (перевиданий в 1951 р.);
- Инфекционные болезни: Учебник для средних медицинских работников. — 2-е изд. — 1947. (рос.)
- «Кишкові інфекції». 1938, Київ;
- «Скарлатина», 1939, Київ;
- «Грип», 1939. Київ;
- «Паразитарні тифи», 1948, Київ;

Підготував 10 кандидатів та був науковим консультантом 3 докторів наук.